# Dammtjärnen (Vika socken, Dalarna)
Dammtjärnen är en sjö i Falu kommun i Dalarna och ingår i Dalälvens huvudavrinningsområde.